# Сударсо, Питер Адриан
Питер Адриан Сударсо (англ. Peter Adrian Sudarso, 20 августа 1990; Джакарта, Индонезия) — индонезийский и американский актёр, младший брат Йоши Сударсо. Наиболее известен ролью Престона Тиена, синего рейнджера в телесериале Могучие Рейнджеры: Сталь Ниндзя, а так же в продолжении Могучие Рейнджеры: Супер Сталь Ниндзя.

## Биография
Родился 20 августа 1990 года в многодетной семье, в столице и городе Джакарта Индонезии. Есть у него двое братьев, Йоши Сударсо, который также актёр, и Крис Сударсо, ушедший далеко от актёрской карьеры. Питер женат на Саре Сударсо.
В 1998 году переехал жить в США. Начинал карьеру с реклам и короткометражных фильмов, работал мужской моделью, но известность пришла после того, как снялся в роли Престона Тиена,  синего рейнджера в телесериале Могучие Рейнджеры: Сталь Ниндзя, а так же в продолжении следующего сезона телесериала Могучие Рейнджеры: Супер Сталь Ниндзя в 2017 и 2018 годах.
После съёмок в Могучих Рейнджерах, продолжает играть роли в различных других фильмах и сериалах. Пропагандирует спорт на личных интернет ресурсах.

## Фильмография

### Фильмы
| Год       | Название                                        | Роль                             |
| --------- | ----------------------------------------------- | -------------------------------- |
| 2012      | Приключения Микки Мэтсон и сокровища Копперхеда | Н/Д                              |
| 2012      | Капитан планеты 4                               | Специальный агент                |
| 2013      | У нее есть парень                               | Друзья играют в боулинг (эпизод) |
| 2014      | Кодекс пирата: Приключения Микки Мэтсона        | Джин                             |
| 2014      | Кицунэ                                          | неизвестно                       |
| 2015      | Это мужская ночь                                | Лукас                            |
| 2015      | Азиаты на улице Св. День Патрика                | Питер Чанг                       |
| 2015      | Весенние каникулы, проверка реальности          | Весенний разрушитель             |
| 2015      | Маленький мальчик                               | неизвестно                       |
| 2015      | Франкенштейн                                    | Первый охранник                  |
| 2015      | Космические фанатики: пусть любовь будет с вами | Первый друг                      |
| 2015      | Продажа героям, злодеям и гикам                 | Герой                            |
| 2015      | Суперс и парнтёры                               | Ниндзя                           |
| 2015      | 210 страшилок на Хэллоуин                       | Крейг                            |
| 2016-2018 | Взросление                                      | Остин                            |
| 2017      | Два посыльных Три                               | Июнь                             |
| 2017      | Магическое шоу!                                 | Волшебник                        |
| 2017      | Азиатский девичник                              | Мэтью                            |
| 2017      | Песочный человек                                | неизвестно                       |
| 2018      | Мы любим                                        | Саймон                           |
| 2018      | Могу ли я зарядить свой телефон?                | неизвестно                       |
| 2018      | Я должен идти                                   | Ченнинг                          |
| 2019      | Токийский Гуль: аниме                           | Друг Канеки                      |
| 2019      | Справедливость для Винсента                     | Винсент Чин                      |
| 2019      | Принц-обезьян и Цветочная дева                  | Рен                              |
| 2019      | Макс Динамит                                    | Макс Динамит                     |
| 2019      | Джи                                             | неизвестно                       |
| 2019      | Тернер Риск                                     | Дэвид Хадсон                     |
| 2019      | Обращайтесь осторожно: праздничная история      | Эллиот                           |
| 2020      | Бумажные тигры                                  | неизвестно                       |
| 2021      | Черт возьми, случилось                          | неизвестно                       |

### Телевидение
| Год       | Название                              | Роль           |
| --------- | ------------------------------------- | -------------- |
| 2011-2014 | ПростоШучуФильмы                      | Своя роль      |
| 2014      | Полное уничтожение (телешоу)          | Своя роль      |
| 2015      | apt 210. Исповедальная                | Питер Адриан   |
| 2016      | Чанк и Боб                            | Джаред         |
| 2016      | Обмен                                 | Тейлор         |
| 2017      | Распакованный                         | Дж             |
| 2017      | Могучие Рейнджеры: Сталь Ниндзя       | Престон Тиен   |
| 2018      | Могучие Рейнджеры: Супер Сталь Ниндзя | Престон Тиен   |
| 2018      | Взрослый                              | Джефф          |
| 2019      | Фам                                   | Джоджо         |
| 2020      | Вера и Фло                            | Своя роль      |
| 2021      | Наруто: Восхождение на серебро        | Наруто Узумаки |
| 2021      | Супер девушка                         | Кенни Ли       |
| 2021      | Бумажные тигры                        | Подросток Хинк |

### Веб-сериалы
| Год       | Название                      | Роль                                                   |
| --------- | ----------------------------- | ------------------------------------------------------ |
| 2017      | АФК                           | Палус Арен                                             |
| 2017-2018 | Могучие Рейнджеры: Гипер Мощь | Марвин «Марв», Леонард Ши (Красный Рейнджер Гипермощи) |
| 2020      | Милые парни, 2 сезон          | Куинси                                                 |